# Nyslotts län

Slottslän i Finland 1595-1634.

Nyslotts län (finska: Savonlinnan linnalääni) var ett svenskt slottslän i Finland från medeltiden fram till Axel Oxenstiernas länsreform 1634. Länets styresman hade sitt säte vid Olofsborg i Nyslott.
Länet innefattade det historiska landskapet Savolax. 1634 upphörde länet och uppgick i Viborgs och Nyslotts län.

## Indelningar
- Pellosniemi socken
- Visulaks socken
- Jokkas socken
- Liistensaari eller Säminge socken
- Rantasalmi socken
- Tavisalmi socken[2]